# Sénépol
La Sénépol (en anglais Senepol) est une race bovine créée aux Caraïbes.

## Origine
On a longtemps supposé que la Sénépol était issue d'un croisement entre des taurins africains de race Ndama et des taurins européens, de race Red Poll.
Ainsi, dans les années, 1800, des bêtes Ndama sont importées du Sénégal dans l'ïle de Sainte-Croix dans l'archipel des îles Vierges américaines aux Caraïbes. La famille Nelthropp achète des taureaux Red Poll, afin d'augmenter la capacité laitière et la fertilité de son troupeau. Il était alors supposé que la Senepol était issue de croisements entre ces deux races.
Cependant, la caractérisation génétique à l'aide de marqueurs SNP (Single Nucleotide Polymorphism) à haut-débit a démontré que la Sénépol est issue de croisements entre un taurin européen, vraisemblablement la Red Poll (90 % d'ascendance), et un zébu (10 % d'ascendance). L'influence taurine africaine (dont la Ndama) n'est qu'à l'état de trace (< 0,6 %).
L'élevage en autarcie sur l'ile de Sainte-Croix a permis de fixer la race dans les années 1940 avec un livret généalogique ouvert en 1954.
La Sénépol est porteuse du gène slick avec surface cutanée plus grande d'environ 30 % que leurs congénères. Elles régulent mieux leur température et leur production de lait est moins affectée par les fortes chaleurs.

## Qualités
La sélection a défini une race dont les qualités sont :
- maturité précoce et efficacité maternelle ;
- pas de cornes ; couleur rouge (avec des nuances), pelage très lisse ;
- tolérance à la chaleur ;
- bonne résistance aux tiques des bovins ;
- docilité : cette race a aussi servi de bêtes de travail dans les plantations de canne à sucre.

La sélection s'est faite par petites touches sur une base issue d'une faible population. Finalement, la race obtenue présente de grandes qualités qui lui ont permis d'être introduite en 1977 aux États-Unis et de progresser dans les états du sud.

## Croisements
Cette race présente des qualités supérieures aux croisements récents visant à créer rapidement une race. Même si les géniteurs choisis pour les croisements sont de qualité excellente, il apparaît donc que la sélection est nécessaire et importante pour affiner le travail de création de race.
Des spécimens ont été introduits en Suisse afin d’obtenir des croisements avec la Holstein dans le but de préparer l’adaptation du cheptel laitier local au réchauffement climatique.
Une étude réalisée en 2024 sur une population de vaches Holstein a montré que l'introgression du gène slick1 du génome Sénépol aux Holstein augmentait la capacité de thermorégulation de ces dernières. 